# Wessex Football League
Wessex Football League là giải đấu bóng đá Anh thành lập năm 1986, với hạng đấu cao nhất nằm ở cấp độ 9 của hệ thống các giải bóng đá Anh. Các đội tham gia chủ yếu nằm ở Hampshire, nhưng cũng có sự tham gia của các đội bóng ở các hạt lân cận như Dorset, Wiltshire, Berkshire, và Đảo Wight. Giải đấu còn có tên gọi là Sydenhams League bởi lý do nhà tài trợ.
Năm 2004, giải đấu lấy gần như toàn bộ các CLB ở giải đấu hạng dưới của nó là Hampshire League, để thành lập Division Two và Division Three. Năm 2006, các hạng đấu được đổi tên lại thành Premier Division, Division One và Division Two. Cuối mùa giải 2006–07, Division Two bị hủy bỏ, và một số CLB tách ra thành lập giải đấu mới có tên Hampshire Premier League.
Nhà vô địch của Wessex League nếu đáp ứng đủ điều kiện về sân bãi và tài chính có thể thăng hạng lên chơi ở Southern Football League hoặc Isthmian League, tùy thuộc vào vị trí địa lý.

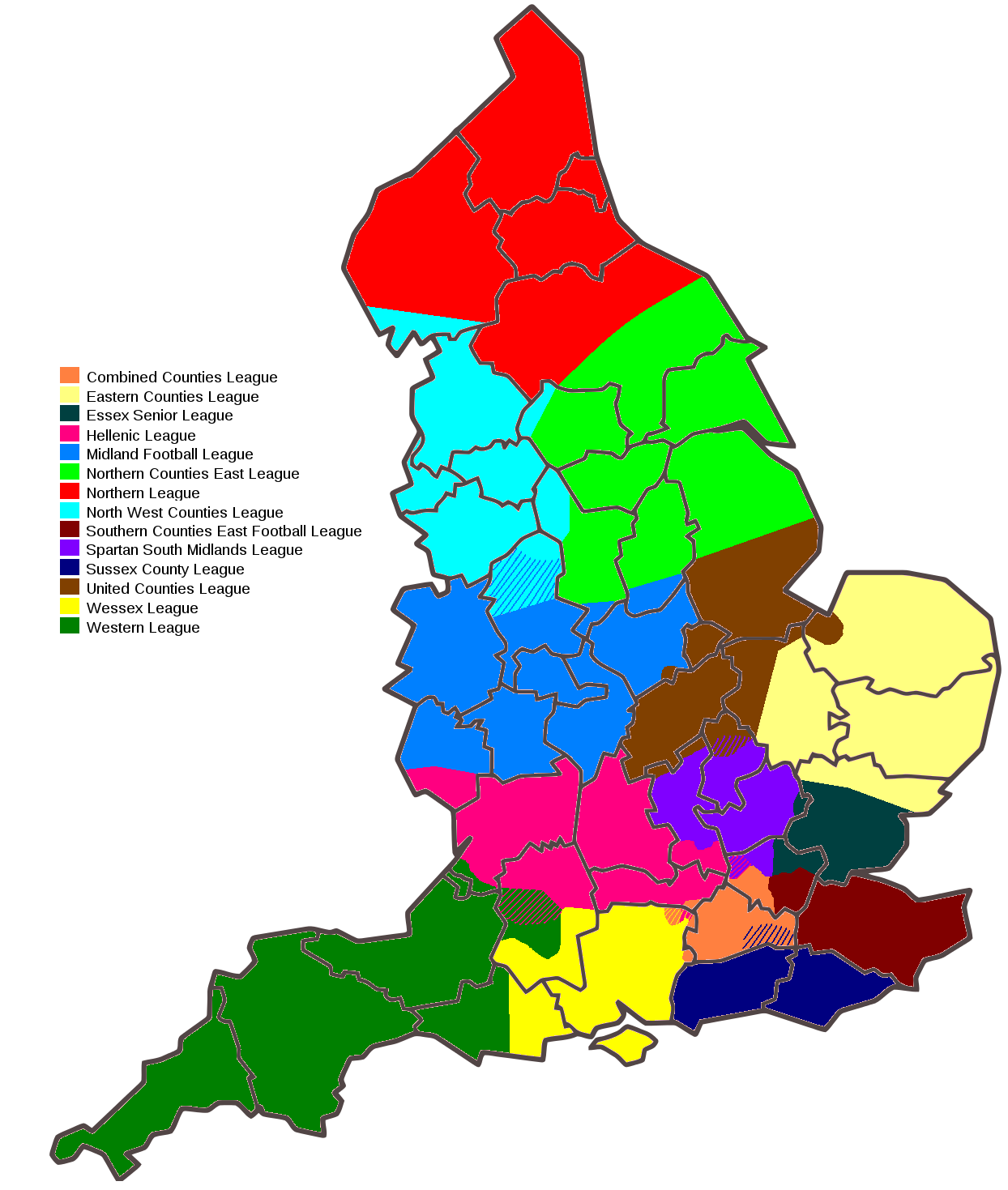
Khu vực bao phủ bởi Wessex League được tô màu vàng.

## Các đội vô địch
| Mùa giải  | Đội vô địch            |
| --------- | ---------------------- |
| 1986-87   | Bashley                |
| 1987-88   | Bashley                |
| 1988-89   | Bashley                |
| 1989-90   | Romsey Town            |
| 1990-91   | Havant Town            |
| 1991-92   | Wimborne Town          |
| 1992-93   | AFC Lymington          |
| 1993-94   | Wimborne Town          |
| 1994-95   | Fleet Town             |
| 1995-96   | Thatcham Town          |
| 1996-97   | AFC Lymington          |
| 1997-98   | AFC Lymington          |
| 1998-99   | Lymington & New Milton |
| 1999-2000 | Wimborne Town          |
| 2000-01   | Andover                |
| 2001-02   | Andover                |
| 2002-03   | Eastleigh              |
| 2003-04   | Winchester City        |

Năm 2004, giải đấu mở rộng ra 3 hạng đấu.
| Mùa giải | Division One           | Division Two   | Division Three |
| -------- | ---------------------- | -------------- | -------------- |
| 2004-05  | Lymington & New Milton | Lymington Town | Colden Common  |
| 2005-06  | Winchester City        | Locks Heath    | Paulsgrove     |

Năm 2006, các hạng đấu được quy ước lại, với hạng đấu cao nhất mang tên Premier Division.
| Mùa giải | Premier Division | Division One   | Division Two |
| -------- | ---------------- | -------------- | ------------ |
| 2006-07  | Gosport Borough  | Hayling United | Fleetlands   |

Năm 2007, Division Two không được tiếp tục diễn ra.
| Mùa giải | Premier Division     | Division One     |
| -------- | -------------------- | ---------------- |
| 2007-08  | A.F.C. Totton        | Tadley Calleva   |
| 2008-09  | Poole Town           | Totton & Eling   |
| 2009-10  | Poole Town           | Hamble A.S.S.C.  |
| 2010-11  | Poole Town           | Downton          |
| 2011-12  | Winchester City      | Verwood Town     |
| 2012-13  | Blackfield & Langley | Brockenhurst     |
| 2013-14  | Sholing              | Petersfield Town |
| 2014-15  | Petersfield Town     | Team Solent      |

## Wessex League Cup
Wessex League Cup, hay 'Sydenhams League Cup' do mục đích tài trợ, là một giải đấu cup địa phương dành cho tất cả các đội bóng ở Wessex League.

### Các nhà vô địch Wessex League Cup
- 1986–87 Road Sea Southampton
- 1987–88 East Cowes Victoria Athletic
- 1988–89 AFC Lymington
- 1989–90 A.F.C. Totton
- 1990–91 Thatcham Town
- 1991–92 Thatcham Town
- 1992–93 Gosport Borough
- 1993–94 Wimborne Town
- 1994–95 Thatcham Town
- 1995–96 Downton
- 1996–97 Thatcham Town
- 1997–98 Aerostructures Sports & Social
- 1998–99 Cowes Sports
- 1999–2000 Wimborne Town
- 2000–01 Không tổ chức
- 2001–02 Andover
- 2002–03 A.F.C. Totton
- 2003–04 Winchester City
- 2004–05 Hamworthy United
- 2005–06 A.F.C. Totton
- 2006–07 Lymington Town
- 2007–08 Wimborne Town
- 2008–09 VT
- 2009–10 Bemerton Heath Harlequins
- 2010–11 Bournemouth
- 2011–12 Christchurch
- 2012–13 Alresford Town
- 2013–14 Alresford Town